# Qiangba Puncog
Qiangba Puncog (en tibetano: བྱམས་པ་ཕུན་ཚོགས་, wylie: Champa Phuntsok, ZWPY: Jampa Phuntsok, en chino, 向巴平措; pinyin, Xiàngbā Píngcuò; nacido en mayo de 1947) es un político chino de etnia tibetana,  que fue el presidente del Gobierno de la Región Autónoma del Tíbet (China) desde 2003 hasta enero de 2010. Él era el más visible en público durante los Disturbios en el Tíbet de 2008, recibiendo a diplomáticos y periodistas. Qiangba Puncog dimitió como Presidente de 12 de enero de 2010 y posteriormente comenzó a servir como Presidente del Comité Permanente de la Asamblea Popular de la Región Autónoma del Tíbet.

## Biografía
Qiangba Puncog nació en Chamdo, Tíbet en mayo de 1947. Se graduó de la Universidad de Chongqing, y se incorporó en el Partido Comunista de China en 1974.